# Skudenes

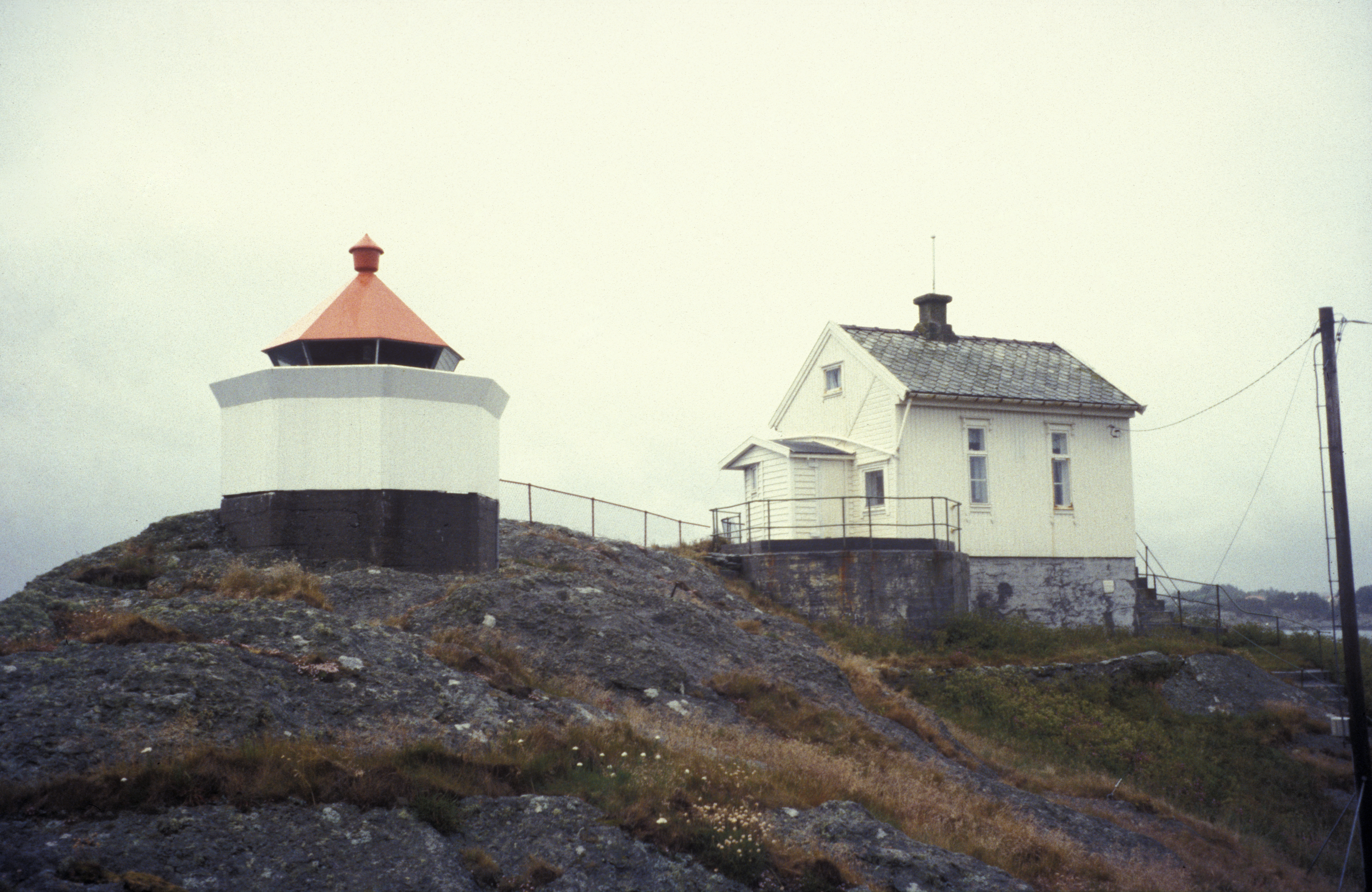
Phare de Skudenes à Karmøy

Skudenes est une kommune de Norvège. Elle faisait partie du district traditionnel de Haugaland. La commune a existé de 1838 jusqu’à sa dissolution en 1965. Le centre administratif était la ville de Skudeneshavn (qui était techniquement une municipalité distincte). La municipalité englobait à l’origine des terres qui font maintenant partie des municipalités de Bokn et Karmøy. Il comprenait la partie sud de l’île de Karmøy et les trois îles à l’est : Vestre Bokn, Austre Bokn et Ognøya. En 1849, les trois petites îles ont été séparées pour former la municipalité de Bokn.
Aujourd’hui, la région de Skudenes fait référence à la partie sud de l’île de Karmøy. En 2009, il y avait environ 3 226 habitants.

## Historique
La paroisse de Skudesnæs a été créée en tant que municipalité le 1er janvier 1838 (voir loi formannskapsdistrikt). En 1849, les trois îles de Vestre Bokn, Austre Boknet Ognøya (1 035 habitants) ont été séparées de Skudenes pour former la municipalité de Bukken. La scission laisse Skudenes avec une population de 5 044 habitants.
En 1857, le village portuaire de Skudeneshavn sur la pointe sud de l’île de Karmøy a été désigné comme un ladested (un port de lading). Peu après, le 10 février 1858, Skudeneshavn (1 209 habitants) fut séparée de la municipalité de Skudenes, constituant une municipalité à part entière. La scission laisse Skudenes avec une population de 5 044 habitants. Le 1er janvier 1892, la partie nord de Skudenes fut séparée pour former la nouvelle municipalité d’Åkra (1 962 habitants). Skudenes a donc une population de 2 732 habitants.
Le 1er janvier 1965, il y a eu de nombreuses fusions municipales en Norvège à la suite des travaux de la commission Schei. À cette date, la municipalité de Skudenes (3 583 habitants) a été fusionnée avec les municipalités voisines d’Avaldsnes, Stangaland, Torvastadet Åkra et avec les villes de Kopervik et Skudeneshavn pour former la nouvelle municipalité de Karmøy.

## Gouvernement
Toutes les municipalités de Norvège, y compris Skudenes, sont responsables de l’enseignement primaire (jusqu’à la 10e année), des services de santé ambulatoires, des services aux personnes âgées, du chômage et d’autres services sociaux, du zonage, du développement économique et des routes municipales. La municipalité est gouvernée par un conseil municipal de représentants élus, qui à son tour élit un maire .